# Dischidia astephana
Dischidia astephana är en oleanderväxtart som beskrevs av Scortechini, George King och Gamble. Dischidia astephana ingår i släktet Dischidia och familjen oleanderväxter. Inga underarter finns listade i Catalogue of Life.